# Контуберній
Контубе́рній (з лат. contubernium, від con- — «з-, спів-» + taberna — «намет») — найменший організований бойовий і адміністративний підрозділ давньоримської армії.
Складався з восьми легіонерів, еквівалент сучасного відділення. Десять контуберній були згруповані в центурію.
Контуберній був найменшою тактичною одиницею в структурі збройних сил Стародавнього Риму. Комплектувався контуберній 8 — 10 солдатами. Командиром контубернія був декан (в перекладі з латинської — «десятник»). Під час походів особовий склад контубернія розташовувався в одному наметі. При розміщенні в казармі — в одній кімнаті, також званої контубернієм (contubernium).